# Springbok (plaats)

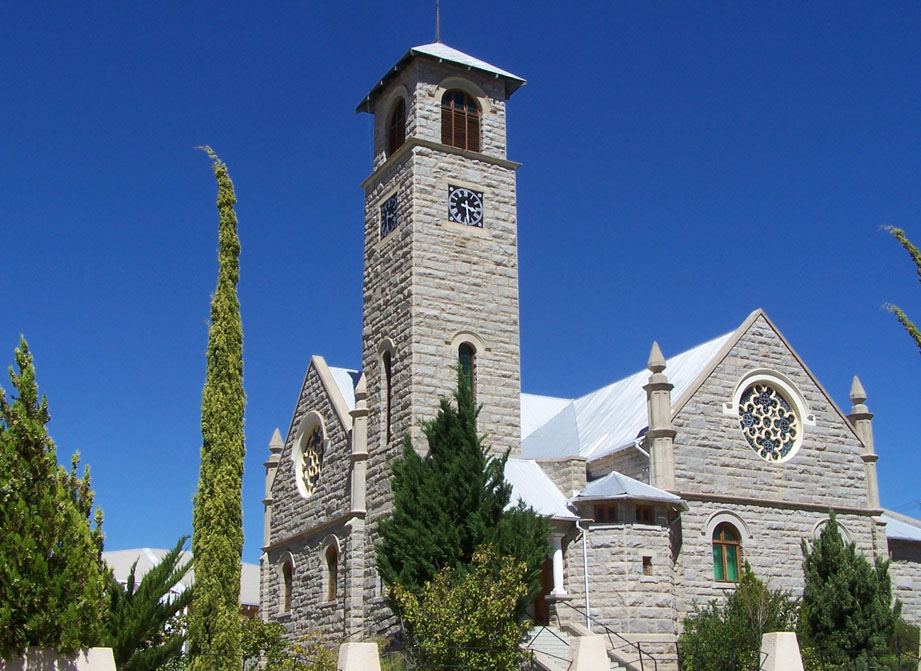
Het gebouw van de NG gemeente Namakwaland staat bekend als de "Klipkerk".

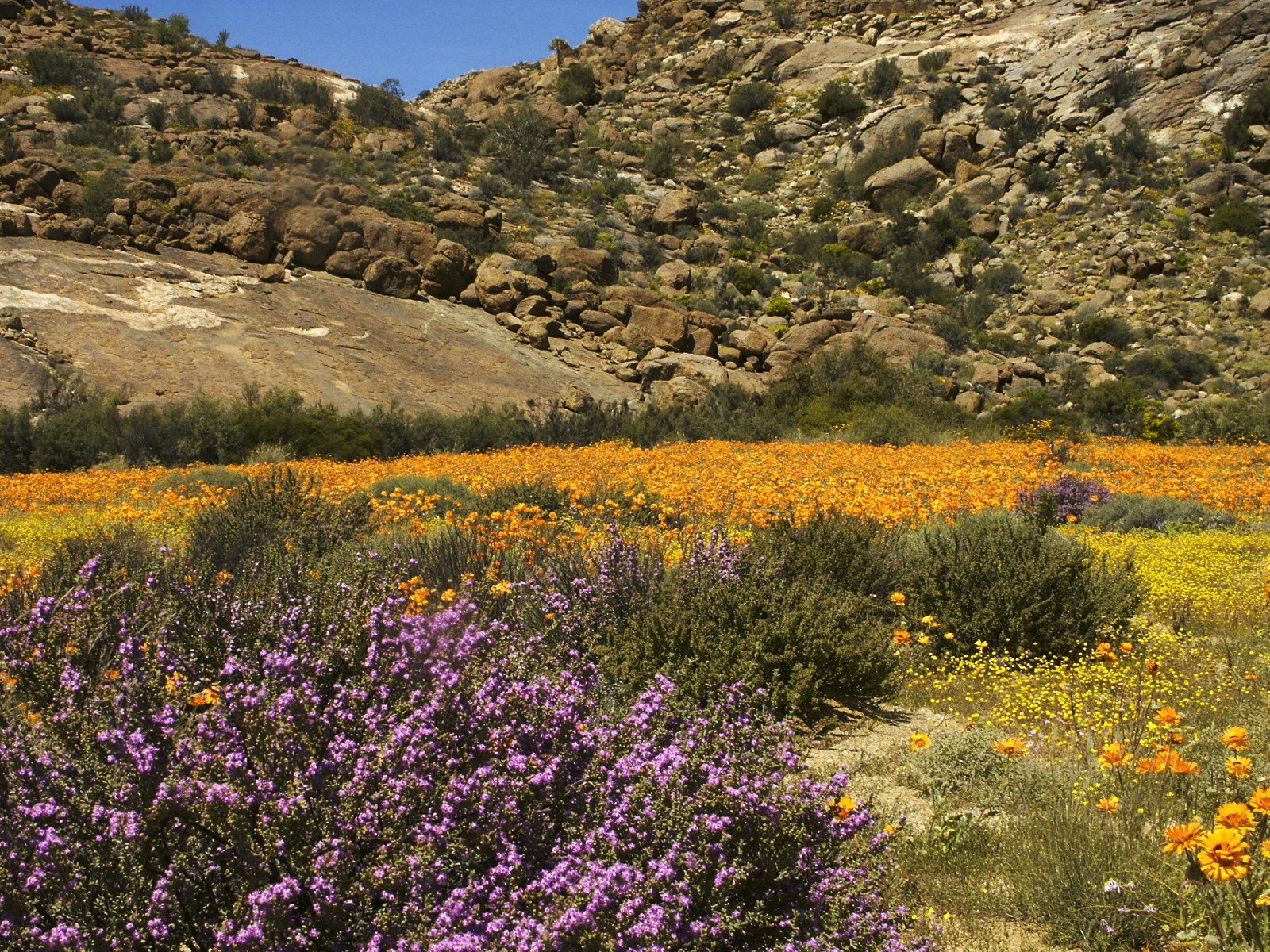
De bloemenpracht van Namakwaland

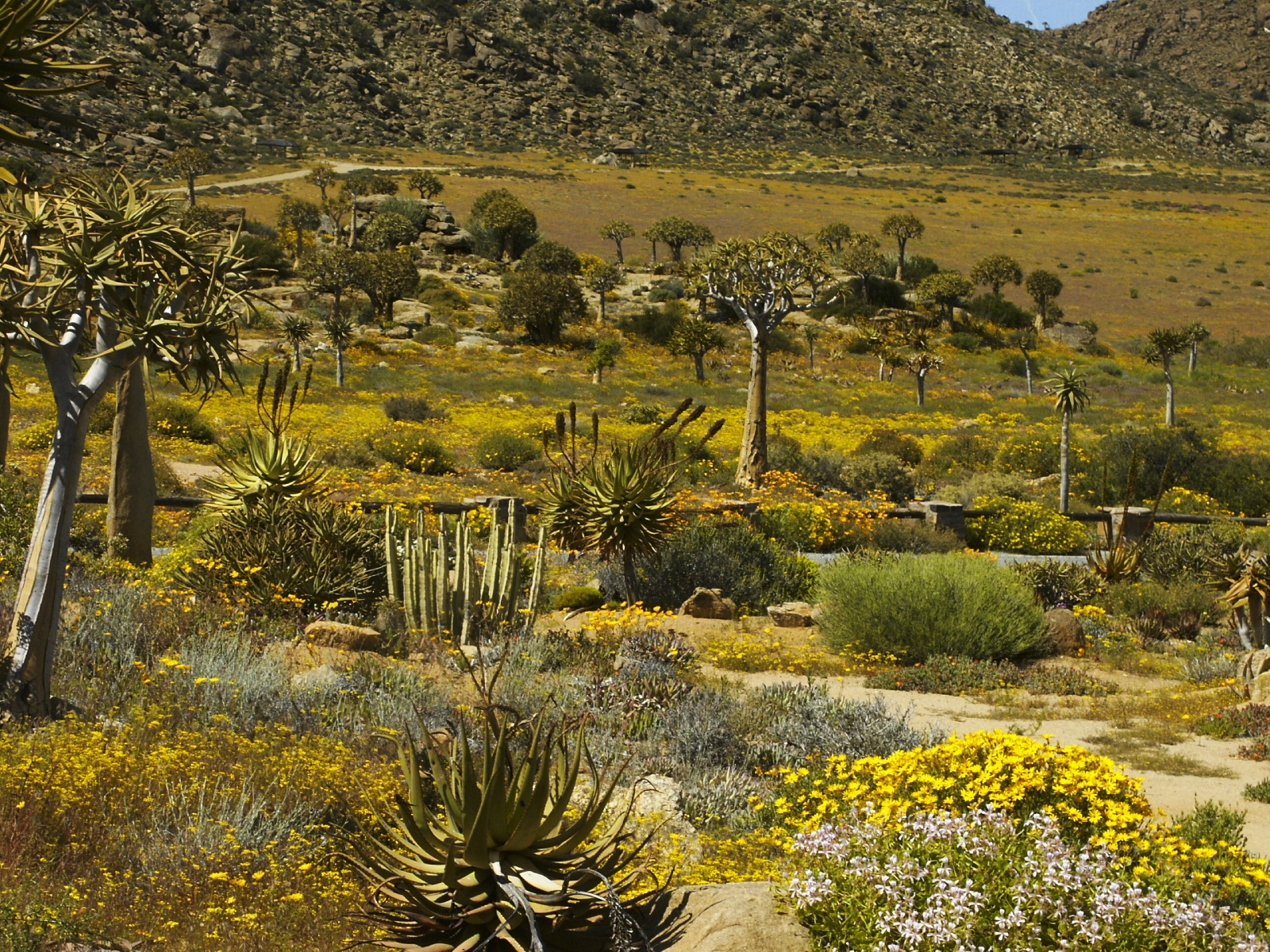
Goegap-natuurreservaat

Springbok is een stadje gelegen in de gemeente Nama Khoi van de regio Namakwaland in de Zuid-Afrikaanse provincie Noord-Kaap. Springbok is de hoofdplaats van Namakwaland en ligt ongeveer 555 km ten noorden van Kaapstad en 40 km ten zuiden van Steinkopf aan de nationale weg N7. Het is de zetel van talrijke Noord-Kaapse regeringsdiensten, alsook het centrum van handel, nijverheid, vervoer en bestuur van Namakwaland. Het nabijgelegen Okiep en Nababeep waren lang belangrijke centra voor kopermijnbouw.
Springbok ligt op een hoogte van 1.000 meter in een smalle vallei tussen de hoge granietbergen van de Kleine Koperbergen (Klein Koperberge). Zoals deze naam reeds aangeeft was koper de reden voor de eerste nederzetting die langzamerhand uitgroeide tot een belangrijk commercieel en bestuurlijk centrum voor de kopermijnbouw in het gebied. Hoewel mijnbouwactiviteiten in de streek sterk zijn verminderd is het stadje een belangrijk bestuurlijk centrum gebleven voor de streek en is door zijn ligging een favoriete halteplaats voor toeristen op weg naar Namibië. Vandaag de dag komen de belangrijkste inkomsten uit toerisme, mijnbouw, handel en landbouw.
Vanaf het centraal gelegen kleine koppie (heuvel) lopen de straten af het stadje in en de heuvel toont de vreemde flora van Namakwaland. In de periode van 1996 tot en met 2011 is de bevolking van Springbok toegenomen van 10.705 tot 12.790.

## Geschiedenis
In 1685 werd de eerste expeditie door Europeanen in dit deel van de Kaapkolonie ondernomen, aangevoerd door Simon van der Stel, de eerste gouverneur van de Kaapkolonie. Hij had berichten gehoord over de rijke koperreserves in het gebied net zo als legendes over legendarisch rijk van Munhumutapa, „Ergens in het noorden“. Van der Stel kampeerde vijf kilometer oostelijk van het huidige stadje Springbok, op een plaats, waar hij drie proefschachten liet aanleggen. De grootste van de schachten, waarop hij zijn initialen achterliet, werd later tot nationaal monument verklaard en is een toeristische attractie geworden. Van der Stel stuurde boodschappers naar de westelijk gelegen Atlantische kust om te zoeken naar een geschikte haven voor de schepen voor het vervoer van het kopererts. Maar hij kreeg slechts berichten dat de kustlijn glad en vlak was en er geen bruikbare baaien of toegangen waren.
In 1852 begon de eerste grote kopermijn. De eigenaar, "Kowie Cloete", van de boerderij Melkboschkuil verkocht de boerderij en het daarbij horende land aan de exploitant Philip & King voor een bedrag van £750 (ZAR 6,705,520). De stichting van het plaatsje zelf vond plaats in 1862 en het werd oorspronkelijk "Springbokfontein" genoemd. Het achtervoegsel -fontein (bron) heeft men in later jaren laten vallen. De naam van de plaats werd hoogstwaarschijnlijk afgeleid van de grote kuddes springbokken die in de omgeving voorkwamen en die, voor de ontdekking van het koper, bij de bron in Springbok dronken. Deze kuddes zijn later door de kolonisten bijna uitgeroeid. Omstreeks 1880 werden verder noordwaarts bij Okiep rijke koperreserves ontdekt. Dankzij de bron die het hele jaar drinkwater leverde werd Springbok het verzorgingscentrum voor mijnwerkers van de gehele streek.
Tijdens de Tweede Boerenoorlog werd Springbok belegerd en veroverd door generaal S.G. Maritz. De heuvel "Klipkoppie" werd tijdens de oorlog als fort gebruikt door de Boeren. Het bood namelijk een uitstekende en gunstige positie over de vallei. Overblijfselen van de stenen muren van het fort op de heuvel kunnen nog steeds worden bezien. In 1921 werd de bijzonder mooie Klipkerk gebouwd en in 1938 verkreeg het plaatsje de gemeentelijke status. Er is ook een gedenkteken bij de bekende Klipkoppie in het midden van het plaatsje die herdenkt de symbolische "Ossewatrek", die in 1938 Springbok aandeed. In vroeger jaren had Springbok een bloeiende Joodse gemeenschap. Vandaag de dag wordt de sierlijke oude synagoge gebruikt als museum.

## Nederduits-Gereformeerde gemeente
Hoewel de eerste Nederduits-Gereformeerde kerk in Namakwaland gebouwd werd in 1864 bij Bowesdorp nabij het tegenwoordige Kamieskroon, wordt voor de stichting van de "NG gemeente Namakwaland", die vandaag de dag gevestigd is in Springbok, 1850 aangehouden. Ds. Hauman was de eerste dominee van deze gemeente en hij heeft Springbok, Bowesdorp en Kamieskroon bediend. Er is ook een tweede NG gemeente in het stadje, de "NG gemeente Boesmanland" in de zogenaamde nieuwe uitbreiding (Simonsig) aan de oostelijke kant van de nationale weg N7.

## Verkeer en vervoer
Springbok is gelegen aan de nationale weg N7, die Kaapstad verbindt met Windhoek in Namibië, en aan de westelijke kant van de nationale weg N14, die Springbok verbindt met Upington en Pretoria. De grensovergang met Namibië ligt ongeveer 120 ten noorden van Springbok aan de Oranjerivier, bij Vioolsdrift. Springbok is het belangrijkste stadje van de gemeente Nama Khoi, die ook een aantal omliggende plaatsjes omvat zoals Okiep en Nababeep. Springbok beschikt ook over een klein vliegveld dat zuidoostelijk van het stadje is gelegen.

## Klimaat
In Springbok valt het hele jaar, met onder de 25 mm per maand, slechts zeer weinig neerslag. In de maanden december tot maart wordt met over 30 °C de hoogste gemiddelde temperaturen bereikt, de laagste gemiddelde temperaturen liggen dan nog boven 15 °C. Koeler is het tijdens de maanden juni tot en met augustus: De hoogste gemiddelde dagtemparatuur ligt dan bij net onder de 20 °C, de laagste gemiddelde dagtemperatuur ligt dan bij ongeveer 6 °C tot 7 °C.

## Bezienswaardigheden

### Goegap Natuurreservaat
Hier groeit de bijna bladloze kokerboom, waarvan de takken werden gebruikt door Bosjesmannen om hun pijlen in op te bergen (koker). Het gebied is beroemd voor de ongelooflijke transformatie die elke lente plaatsvindt, wanneer het bijna levenloze struikgewas uitbarst in kleuren van duizenden bloemen verborgen in de droge stoffige aarde, die tot leven worden gewekt door de winterregens. Behalve voor zijn lentebloemen en verschillende soorten antilopen is het natuurreservaat ook bekend voor zijn verzameling van zeldzame droogteresistente vetplanten. Het Goegap Natuurreservaat is gelegen ongeveer 15 km zuidoostelijk van Springbok in de richting van het vliegveld.

### Nationaal park Namakwa
Het Nationaal park Namakwa is gelegen bij Kamieskroon; ongeveer 50 kilometer ten zuiden van Springbok. Een deel van dit Nationale park is bij bloemenliefhebbers bekend onder de vroegere benaming van Skilpad Wild Flower Reserve.